# كورت جاكسون
كورت جاكسون (بالإنجليزية: Kurt Jackson)‏ هو رسام بريطاني، ولد في 1961.

## وصلات خارجية
- الموقع الرسمي